# Verrières-en-Forez
Verrières-en-Forez – miejscowość i gmina we Francji, w regionie Owernia-Rodan-Alpy, w departamencie Loara.
Według danych na rok 2010 gminę zamieszkiwały 632 osoby, a gęstość zaludnienia wynosiła 30 os./km².